# Verre libyque

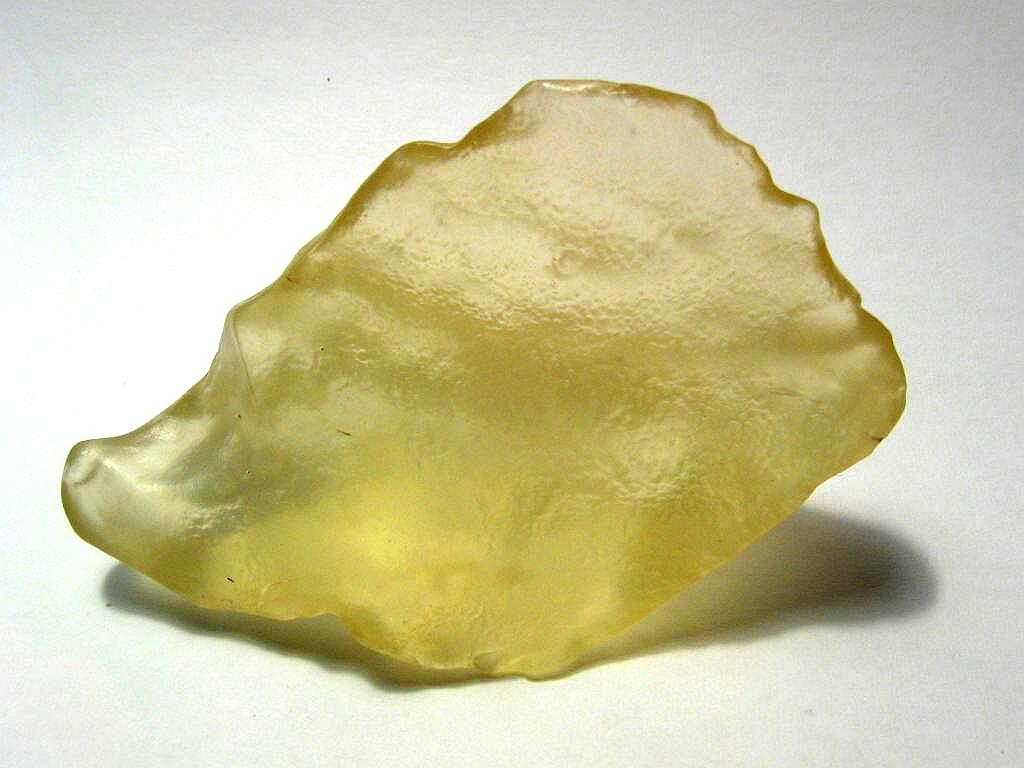
Verre libyque

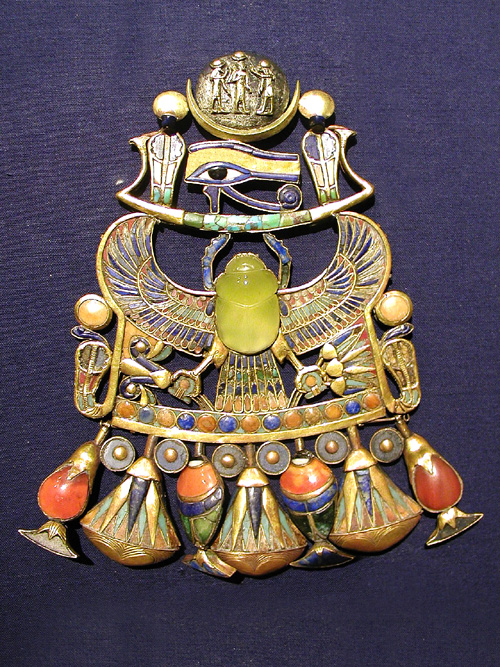
Pectoral de Toutankhamon, le scarabée central est en verre libyque

Le verre libyque est une sorte de verre naturel présent sur 6 500 km2 du désert Libyque.

## Origine géologique

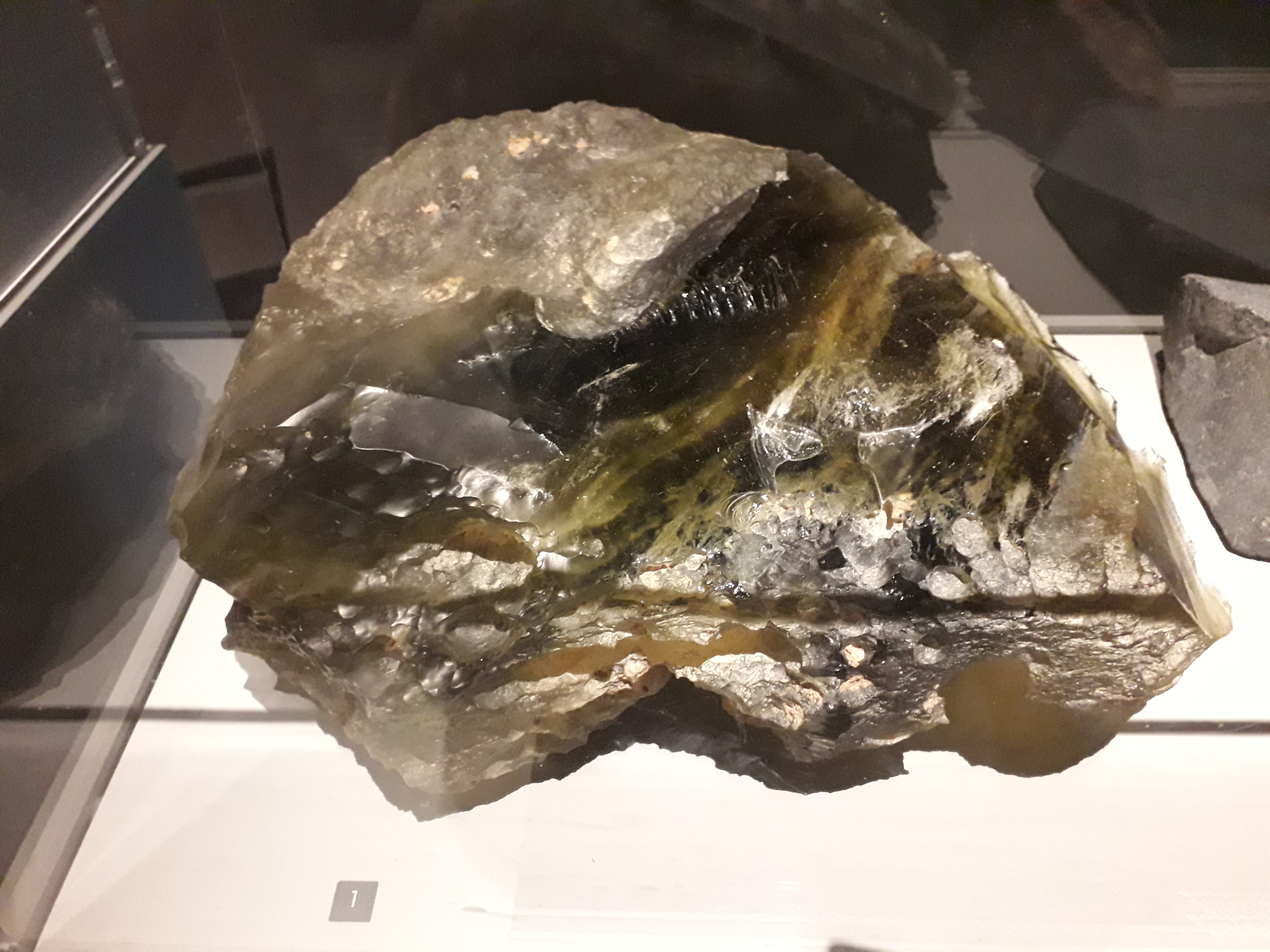
Verre libyque de 26 kilogrammes en provenance de la "Grande mer de sable" en Libye et en Égypte, exposé au Muséum national d'histoire naturelle de Paris en 2018.

L'origine de ce verre est controversée. On a d'abord cru qu'il s'agissait de verre provenant d'une météorite. Mais l'absence de cratère d'impact clair et la présence de quartz vaporisé indique que la création de ce verre pourrait être liée à des radiations thermiques provoquées par une boule de feu issue de la désintégration d'une comète entrant dans l'atmosphère. On pense aujourd'hui qu'il s'agit de l'impact d'une comète. Cette boule de feu aurait généré un verre de type tectite comparable à la trinitite, un verre créé par l'exposition de sable aux radiations d'une explosion atomique. D'autres interprétations considèrent qu'il s'agit plutôt d'impactite.
La thèse de la désintégration précédant l'entrée dans l'atmosphère contredit ainsi la théorie du film Armageddon. En effet, l'explosion d'un astéroïde juste avant sa pénétration dans l'atmosphère serait bien plus dangereuse que la simple explosion en un point de cet astéroïde.